# トゥンブカ語
トゥンブカ語（トゥンブカご、チトゥンブカご、Chitumbuka）とは、ニジェール・コンゴ語族バントゥー語群に属する言語で、マラウイ北部州（region）のうち、ムジンバ県及びルンピ県を中心に使われている言語である。また、ザンビアやタンザニアの一部でも使われている。1998年の『ワールド・アルマナック』によると、マラウイやザンビア、タンザニアの3ヶ国のみで約200万人の話者が存在する。